# Cagiva Freccia
La Cagiva Freccia è una motocicletta stradale sportiva con carenature emulate dalla Ducati Paso, munita di miscelatore, prodotta dalla Cagiva dal 1987 al 1990 nella sola cilindrata di 125 cm³, tale modello cambiava il suffisso del nome ogni volta che veniva aggiornata: Freccia C9, Freccia C10R, Freccia C12R e Freccia C12SP.
Per ogni modello della Freccia si hanno una versione normale e una versione SP, per le competizioni Sport Production, non omologata per uso su strada, inoltre tutti i modelli hanno la curiosa particolarità del cupolino non trasparente ma dipinto con i colori della moto.
La rivale "storica" della Freccia sul mercato fu l'Aprilia AF1, ma non era da meno neanche la Gilera SP.

## Freccia C9
La Freccia C9 è stata prodotta solo per un anno: il 1987. Si trattava di una moto stradale molto carenata: non solo non si vedevano né il motore né il telaio ma pure il serbatoio era completamente coperto.
Il telaio è un bitrave in acciaio a tubi rettangolari, con telaietto a tubi quadrati integrato (in un sol pezzo), mentre il forcellone posteriore è in acciaio con bracci simmetrici a sezione rettangolare, le forcelle invece sono da 35 mm con una corsa di 140 mm, mentre i supporti per i semimanubri sono avvitati sulla piastra di sterzo e sagomati in modo da coprire anche i tappi degli steli della forcella.
Munita di un motore a due tempi completamente ridisegnato rispetto ai precedenti e dove compare per la prima volta nei modelli stradali un sistema di controllo dello scarico, che è del tipo a doppia valvola di scarico (di cui una a saracinesca e una a risuonatore) a comando meccanico CTS (Cagiva Tourque System) e CPC (Cagiva Power Chamber) ad (interruttore centrifugo), l'adozione di un sistema d'equilibratura e adoperava un'espansione molto particolare: oltre a passare sotto il motore, tipico per questo tipo di moto, terminava sotto il codino, dividendosi in due tubi (spilli) ai quali si agganciavano due silenziatori piuttosto fini, di forma conica, che trovavano alloggiamento ai lati del codone.
L'impianto frenante all'anteriore montava un monodisco in ghisa della Brembo da 260 mm, protetto da un avvolgente parafango anteriore che lasciava scoperta solo mezza ruota, mentre al posteriore montava un uguale disco Brembo da 240 mm. Era sufficientemente potente da garantire spazi ridotti, ma non ai livelli di quelli delle attuali 125 sul mercato come la Mito.
Il cambio era a sei marce, come tutti i 125 attuali, con la differenza che la prima risultava essere molto corta, ideale per le salite e la ridotta potenza del motore, ma poco pratica per l'uso su pista.
Il rubinetto della benzina era del tipo a TRE posizioni (ON, DEPRESSIONE e OFF) con la segnalazione tramite lampadina della riserva, questo tipo di rubinetto verrà mantenuto anche sulle serie successive.
La Freccia C9 fu commercializzata in 3 colorazioni diverse, tutta rossa con puntale nero, una con la parte superiore ed inferiore rosse separate da strisce gialle ed il corpo centrale bianco semilucido, l'altra con la parte superiore e inferiore blu separate da strisce gialle ed il corpo centrale bianco semilucido entrambe le versioni bicolori appena citate con porta numero giallo sotto la presa d'aria anteriore. La colorazione bicolore verrà utilizzata solo su questo modello, per i modelli successivi la Cagiva sceglierà una colorazione monocromatica. 
Sulla base di questo modello venne creata la Moto Morini Dart 350.

## Freccia C10R & Freccia C10 Anniversary
Pure la C10R, evoluzione del modello precedente, fu prodotta per un solo anno: il 1988. Ciò che la caratterizza e la distingue dalla C9R è una diversa carenatura con frecce e specchi retrovisori integrati; l'adozione di un nuovo gruppo termico con un sistema della valvola di scarico migliorato e quest'ultima aggiornata (800058061), pur rimanendo meccanico, inoltre non si usa più la CPC (Cagiva Power Chamber), e la scelta d'una più classica espansione terminante a lato del forcellone.
Della Freccia C10R venne presentata pure una versione limitata di soli 500 esemplari, chiamata Anniversary con alcune migliorie rispetto al modello ordinario: la prima marcia del cambio rivista, l'adozione dello pneumatico più grande al posteriore (130/70 17), il controllo elettronico della valvola di scarico, che mantiene l'apertura della valvola sempre a 7250 rpm come nel dispositivo meccanico, l'aggiornamento della biella e dell'albero motore, con l'adozione del nuovo cilindro (800060433) che ha la predisposizione per il sistema d'azionamento meccanico della valvola di scarico, dove è sufficiente una semplice foratura del cilindro, rendendolo utilizzabile sui vecchi modelli.
Per quanto riguarda la carburazione della moto, questa fu rivista, con l'adozione del galleggiante da 9,5g invece che da 11 :g, dal getto del massimo da 140 al posto del 135, mentre la valvola gas rimaneva la 50, lo spillo il X29, il getto del minimo il 40, l'emulsionatore 272 DV, getto d'avviamento da 65 e getto di potenza da 50, mentre a partire dalla matricola 5P006005 fu ulteriormente rivista, con spillo conico X36, getto del minimo da 45, getto del massimo da 110, emulsionatore 274 DV e getto di potenza da 100, mentre il cambio fu dotato della prima marcia più lunga.
Questo modello è stato commercializzato in numerose colorazioni, principalmente nella versione monocroma rossa, ma altrettanto diffuse furono la nera e la gialla.

## Freccia C12R

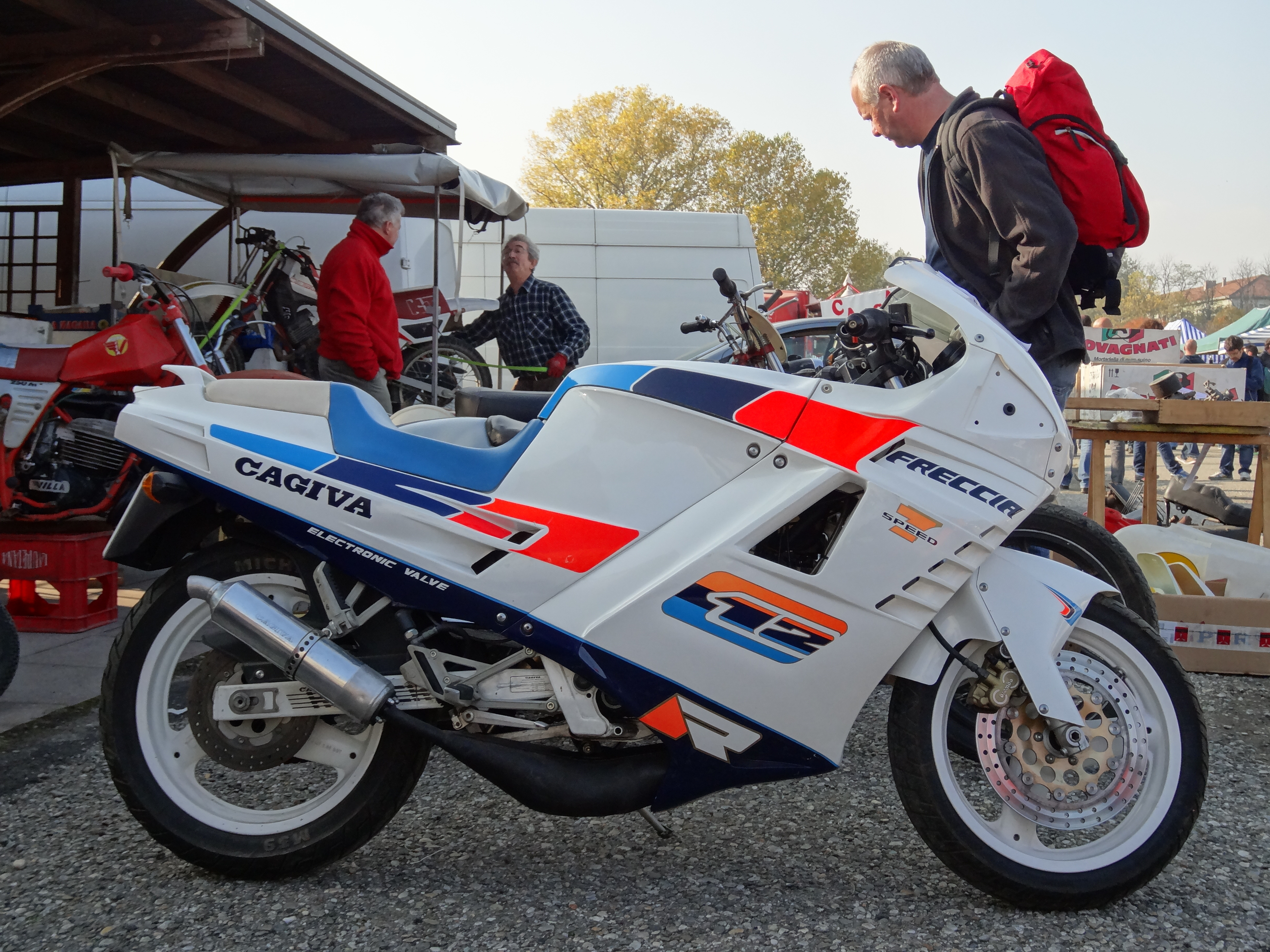
Freccia C12R

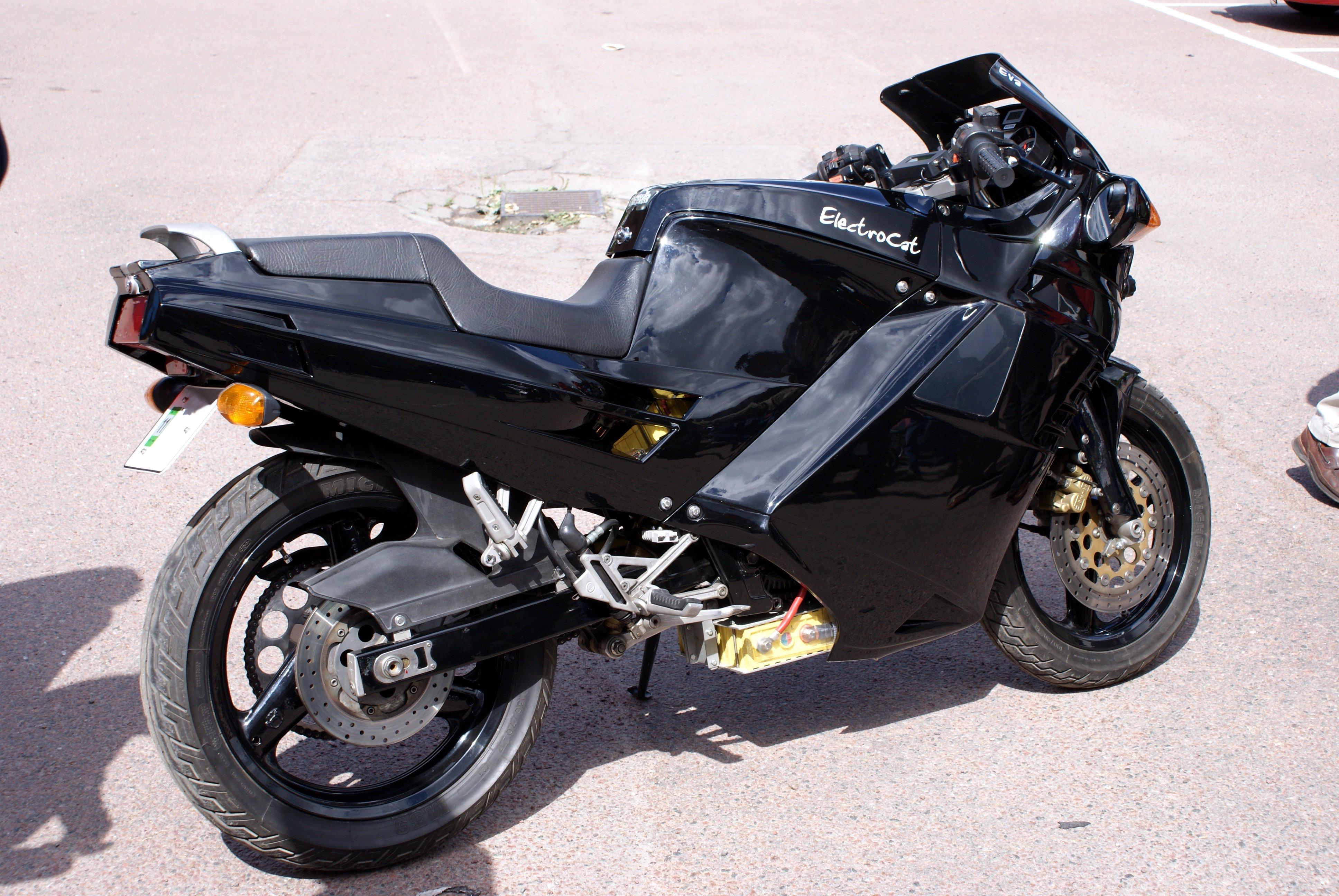
Freccia C12R riadattata con un motore elettrico

La Freccia C12R è stata prodotta nell'arco di un solo anno: il 1989.
Si differenzia dalla Freccia C10R e Anniversary principalmente per il cambio a sette marce, la marcia è stata aggiunta per essere utilizzata dai modelli SP, non è molto più lunga della sesta, ma per poterla utilizzare nei modelli stradali, diventava necessario accorciare i rapporti del cambio; a meno che non ci si volesse limitare a viaggiare a regimi medio-bassi.
Altre differenze sono nella carenatura, che oltre per le colorazioni e le scritte, differisce per l'adozione di un parafango anteriore decisamente più piccolo del precedente e differenza più di rilievo è per l'adozione di un impianto frenante anteriore con un disco maggiorato e che richiede al pilota meno forza sulla leva.
Per quanto riguarda la carburazione della moto, questa fu rivista con l'adozione di una versione nuova del carburatore, con l'adozione del galleggiante da 6,5g invece che da 9,5g, la valvola gas da 45 invece che da 50, con spillo conico X31 al posto del X36, getto del massimo da 132 invece che da 110, l'emulsionatore 265 EN al posto del 274 DV, getto di potenza da 90 invece che da 100, getto del minimo da 44 invece che da 45.
La C12R fu commercializzata in varie colorazioni, principalmente nella livrea completamente rossa, esattamente come il modello C10R, ma molto diffuse anche le versioni nera o bianca.
È sulla base di questo modello che verrà creata la Mito alla quale si affiancherà la rara Freccia C12 SP (Lucky Explorer) fino a quando, divenuta carenata, ne prenderà definitivamente il posto.

## Freccia C12 SP (Lucky Explorer)
La Freccia C12 SP (Lucky Explorer) prodotta in pochi esemplari, nel solo anno 1990, riprendeva le colorazioni usate dal campione Villa alla guida dell'Elefant nella Dakar del '90, ed era destinata alla competizione di categoria Sport Production 125, anche se omologata per uso stradale.
La moto, derivata dal modello Cagiva Freccia C12R, ne differisce per l'adozione dell'unica colorazione Lucky Explorer e per l'adozione di un propulsore SP, con un carburatore Dell'Orto VHSB 37 ED (diventando e rimanendo ancora il 125 stradale con il carburatore più grande di serie), in grado di farle raggiungere i 170 km/h, grazie a una potenza massima di oltre 30 CV.
Questa versione rappresenta la massima evoluzione della Freccia, con la migliore qualità ciclistica e motoristica, raggiungendo la potenza più elevata e le migliori prestazioni sia velocistiche che di ripresa e accelerazione.

## Freccia FY
Questa freccia, prodotta solo nel 1991 ha il nome "FY" che sta per "Final Year", perché rappresenta gli ultimi modelli della Freccia i quali vennero venduti fino all'inizio del 1993, che in questa versione venne prodotta in Taiwan per abbattere i costi e poter offrire una stradale sportiva, anche se non la più competitiva, a basso costo.
Con questa versione si ritorna a un cambio a sei marce e si riutilizzano i cerchi montati sulla C9 e sulla C10R.

## Caratteristiche tecniche
| Caratteristiche tecniche - Cagiva Freccia C9 | Caratteristiche tecniche - Cagiva Freccia C9                                                                                      | Caratteristiche tecniche - Cagiva Freccia C9                                                                                      | Caratteristiche tecniche - Cagiva Freccia C9 | Caratteristiche tecniche - Cagiva Freccia C9 | Caratteristiche tecniche - Cagiva Freccia C9 |
| Dimensioni e pesi                            | Dimensioni e pesi | Dimensioni e pesi | Dimensioni e pesi | Dimensioni e pesi | Dimensioni e pesi |
| -------------------------------------------- | --- | --- | --- | --- | --- |
| Ingombri (lungh.×largh.×alt.)                | 1960 × 780 × 1110 mm | 1960 × 780 × 1110 mm | 1960 × 780 × 1110 mm | 1960 × 780 × 1110 mm | 1960 × 780 × 1110 mm |
| Altezze                                      | Sella: 770 mm - Minima da terra: 170 mm                                                                                           | Sella: 770 mm - Minima da terra: 170 mm                                                                                           | Sella: 770 mm - Minima da terra: 170 mm | Sella: 770 mm - Minima da terra: 170 mm | Sella: 770 mm - Minima da terra: 170 mm |
| Interasse: 1370 mm                           | Interasse: 1370 mm | Massa a vuoto: 125 kg | Massa a vuoto: 125 kg | Serbatoio: 15 l | Serbatoio: 15 l |
| Meccanica                                    | | | | | |
| Tipo motore: Monocilindrico a 2 tempi        | Tipo motore: Monocilindrico a 2 tempi                                                                                             | Tipo motore: Monocilindrico a 2 tempi                                                                                             | Tipo motore: Monocilindrico a 2 tempi | Raffreddamento: a liquido | Raffreddamento: a liquido |
| Cilindrata                                   | 124,63 cm³ (Alesaggio 56 × Corsa 50,6 mm)                                                                                         | 124,63 cm³ (Alesaggio 56 × Corsa 50,6 mm)                                                                                         | 124,63 cm³ (Alesaggio 56 × Corsa 50,6 mm) | 124,63 cm³ (Alesaggio 56 × Corsa 50,6 mm) | 124,63 cm³ (Alesaggio 56 × Corsa 50,6 mm) |
| Distribuzione: valvola lamellare             | Distribuzione: valvola lamellare                                                                                                  | Distribuzione: valvola lamellare                                                                                                  | Alimentazione: carburatore Dell'Orto PHBH 28 ND | Alimentazione: carburatore Dell'Orto PHBH 28 ND | Alimentazione: carburatore Dell'Orto PHBH 28 ND |
| Potenza: 24,14 CV (17,75 kW) a 10.500 rpm    | Potenza: 24,14 CV (17,75 kW) a 10.500 rpm                                                                                         | Coppia: | Coppia: | Rapporto di compressione: a luci chiuse: 6,3:1 (a valvola aperta) 7,5:1 (a valvola chiusa)                                                                  | Rapporto di compressione: a luci chiuse: 6,3:1 (a valvola aperta) 7,5:1 (a valvola chiusa)                                                                  |
| Frizione: multidisco in bagno d'olio         | Frizione: multidisco in bagno d'olio                                                                                              | Frizione: multidisco in bagno d'olio                                                                                              | Cambio: sequenziale a 6 marce (sempre in presa) 1°: 11/34 (3,090) 2°: 14/26 (1,857) 3°: 17/23 (1,352) 4°: 21/23 (1,095) 5°: 23/22 (0,956) 6°: 22/19 (0,863) | Cambio: sequenziale a 6 marce (sempre in presa) 1°: 11/34 (3,090) 2°: 14/26 (1,857) 3°: 17/23 (1,352) 4°: 21/23 (1,095) 5°: 23/22 (0,956) 6°: 22/19 (0,863) | Cambio: sequenziale a 6 marce (sempre in presa) 1°: 11/34 (3,090) 2°: 14/26 (1,857) 3°: 17/23 (1,352) 4°: 21/23 (1,095) 5°: 23/22 (0,956) 6°: 22/19 (0,863) |
| Accensione                                   | elettronica CDI | elettronica CDI | elettronica CDI | elettronica CDI | elettronica CDI |
| Trasmissione                                 | Primaria a ingranaggi 20/65 (3,25); Secondaria a catena 14/38 (2,714)                                                             | Primaria a ingranaggi 20/65 (3,25); Secondaria a catena 14/38 (2,714)                                                             | Primaria a ingranaggi 20/65 (3,25); Secondaria a catena 14/38 (2,714)                                                                                       | Primaria a ingranaggi 20/65 (3,25); Secondaria a catena 14/38 (2,714)                                                                                       | Primaria a ingranaggi 20/65 (3,25); Secondaria a catena 14/38 (2,714)                                                                                       |
| Avviamento                                   | elettrico | elettrico | elettrico | elettrico | elettrico |
| Ciclistica                                   | | | | | |
| Telaio                                       | bitrave in tubi rettangolari e quadri in acciaio ad alta resistenza                                                               | bitrave in tubi rettangolari e quadri in acciaio ad alta resistenza                                                               | bitrave in tubi rettangolari e quadri in acciaio ad alta resistenza                                                                                         | bitrave in tubi rettangolari e quadri in acciaio ad alta resistenza                                                                                         | bitrave in tubi rettangolari e quadri in acciaio ad alta resistenza                                                                                         |
| Sospensioni                                  | Anteriore: forcella teleidraulica da 35 mm "MARZOCCHI" / Posteriore: monoammortizzatore con regolazione del precarico "MARZOCCHI" | Anteriore: forcella teleidraulica da 35 mm "MARZOCCHI" / Posteriore: monoammortizzatore con regolazione del precarico "MARZOCCHI" | Anteriore: forcella teleidraulica da 35 mm "MARZOCCHI" / Posteriore: monoammortizzatore con regolazione del precarico "MARZOCCHI"                           | Anteriore: forcella teleidraulica da 35 mm "MARZOCCHI" / Posteriore: monoammortizzatore con regolazione del precarico "MARZOCCHI"                           | Anteriore: forcella teleidraulica da 35 mm "MARZOCCHI" / Posteriore: monoammortizzatore con regolazione del precarico "MARZOCCHI"                           |
| Freni                                        | Anteriore: disco singolo da 260 mm Brembo / Posteriore: disco singolo da 240 mm                                                   | Anteriore: disco singolo da 260 mm Brembo / Posteriore: disco singolo da 240 mm                                                   | Anteriore: disco singolo da 260 mm Brembo / Posteriore: disco singolo da 240 mm                                                                             | Anteriore: disco singolo da 260 mm Brembo / Posteriore: disco singolo da 240 mm                                                                             | Anteriore: disco singolo da 260 mm Brembo / Posteriore: disco singolo da 240 mm                                                                             |
| Pneumatici                                   | anteriore da 100/80 16 su cerchio con canale da 2,5"; posteriore da 110/80 17 su cerchio con canale da 3"                         | anteriore da 100/80 16 su cerchio con canale da 2,5"; posteriore da 110/80 17 su cerchio con canale da 3"                         | anteriore da 100/80 16 su cerchio con canale da 2,5"; posteriore da 110/80 17 su cerchio con canale da 3"                                                   | anteriore da 100/80 16 su cerchio con canale da 2,5"; posteriore da 110/80 17 su cerchio con canale da 3"                                                   | anteriore da 100/80 16 su cerchio con canale da 2,5"; posteriore da 110/80 17 su cerchio con canale da 3"                                                   |
| Fonte dei dati:                              | | | | | |

| Caratteristiche tecniche - Cagiva Freccia C10R | Caratteristiche tecniche - Cagiva Freccia C10R | Caratteristiche tecniche - Cagiva Freccia C10R | Caratteristiche tecniche - Cagiva Freccia C10R | Caratteristiche tecniche - Cagiva Freccia C10R | Caratteristiche tecniche - Cagiva Freccia C10R |
| Dimensioni e pesi                              | Dimensioni e pesi | Dimensioni e pesi | Dimensioni e pesi | Dimensioni e pesi | Dimensioni e pesi |
| ---------------------------------------------- | --- | --- | --- | --- | --- |
| Ingombri (lungh.×largh.×alt.)                  | 1960 × 650 × 1130 mm | 1960 × 650 × 1130 mm | 1960 × 650 × 1130 mm | 1960 × 650 × 1130 mm | 1960 × 650 × 1130 mm |
| Altezze                                        | Sella: 770 mm - Minima da terra: 135 mm | Sella: 770 mm - Minima da terra: 135 mm | Sella: 770 mm - Minima da terra: 135 mm | Sella: 770 mm - Minima da terra: 135 mm | Sella: 770 mm - Minima da terra: 135 mm |
| Interasse: 1370 mm                             | Interasse: 1370 mm | Massa a vuoto: 125 kg | Massa a vuoto: 125 kg | Serbatoio: 15 l | Serbatoio: 15 l |
| Meccanica                                      | | | | | |
| Tipo motore: Monocilindrico a 2 tempi          | Tipo motore: Monocilindrico a 2 tempi | Tipo motore: Monocilindrico a 2 tempi | Tipo motore: Monocilindrico a 2 tempi | Raffreddamento: a liquido | Raffreddamento: a liquido |
| Cilindrata                                     | 124,63 cm³ (Alesaggio 56 × Corsa 50,6 mm) | 124,63 cm³ (Alesaggio 56 × Corsa 50,6 mm) | 124,63 cm³ (Alesaggio 56 × Corsa 50,6 mm) | 124,63 cm³ (Alesaggio 56 × Corsa 50,6 mm) | 124,63 cm³ (Alesaggio 56 × Corsa 50,6 mm) |
| Distribuzione: valvola lamellare               | Distribuzione: valvola lamellare | Distribuzione: valvola lamellare | Alimentazione: carburatore Dell'Orto PHBH 28 ND | Alimentazione: carburatore Dell'Orto PHBH 28 ND | Alimentazione: carburatore Dell'Orto PHBH 28 ND |
| Potenza: 28,33 CV (20,8 kW) a 10.500 rpm       | Potenza: 28,33 CV (20,8 kW) a 10.500 rpm | Coppia: | Coppia: | Rapporto di compressione: a luci chiuse: 6,3:1 (a valvola aperta) 7,5:1 (a valvola chiusa) | Rapporto di compressione: a luci chiuse: 6,3:1 (a valvola aperta) 7,5:1 (a valvola chiusa) |
| Frizione: multidisco in bagno d'olio           | Frizione: multidisco in bagno d'olio | Frizione: multidisco in bagno d'olio | Cambio: sequenziale a 6 marce (sempre in presa) 1°: 11/34 (3,090) dalla matricola 5P007014 1°: 11/30 (2,727) 2°: 14/26 (1,857) 3°: 17/23 (1,352) 4°: 21/23 (1,095) 5°: 23/22 (0,956) 6°: 22/19 (0,863) | Cambio: sequenziale a 6 marce (sempre in presa) 1°: 11/34 (3,090) dalla matricola 5P007014 1°: 11/30 (2,727) 2°: 14/26 (1,857) 3°: 17/23 (1,352) 4°: 21/23 (1,095) 5°: 23/22 (0,956) 6°: 22/19 (0,863) | Cambio: sequenziale a 6 marce (sempre in presa) 1°: 11/34 (3,090) dalla matricola 5P007014 1°: 11/30 (2,727) 2°: 14/26 (1,857) 3°: 17/23 (1,352) 4°: 21/23 (1,095) 5°: 23/22 (0,956) 6°: 22/19 (0,863) |
| Accensione                                     | elettronica CDI | elettronica CDI | elettronica CDI | elettronica CDI | elettronica CDI |
| Trasmissione                                   | Primaria a ingranaggi 20/65 (3,25); Secondaria a catena 14/39 (2,785) | Primaria a ingranaggi 20/65 (3,25); Secondaria a catena 14/39 (2,785) | Primaria a ingranaggi 20/65 (3,25); Secondaria a catena 14/39 (2,785) | Primaria a ingranaggi 20/65 (3,25); Secondaria a catena 14/39 (2,785) | Primaria a ingranaggi 20/65 (3,25); Secondaria a catena 14/39 (2,785) |
| Avviamento                                     | elettrico | elettrico | elettrico | elettrico | elettrico |
| Ciclistica                                     | | | | | |
| Telaio                                         | bitrave in tubi rettangolari e quadri in acciaio ad alta resistenza | bitrave in tubi rettangolari e quadri in acciaio ad alta resistenza | bitrave in tubi rettangolari e quadri in acciaio ad alta resistenza | bitrave in tubi rettangolari e quadri in acciaio ad alta resistenza | bitrave in tubi rettangolari e quadri in acciaio ad alta resistenza |
| Sospensioni                                    | Anteriore: forcella teleidraulica da 35 mm "MARZOCCHI" / Posteriore: monoammortizzatore con regolazione del precarico "MARZOCCHI"                                                        | Anteriore: forcella teleidraulica da 35 mm "MARZOCCHI" / Posteriore: monoammortizzatore con regolazione del precarico "MARZOCCHI"                                                        | Anteriore: forcella teleidraulica da 35 mm "MARZOCCHI" / Posteriore: monoammortizzatore con regolazione del precarico "MARZOCCHI"                                                                      | Anteriore: forcella teleidraulica da 35 mm "MARZOCCHI" / Posteriore: monoammortizzatore con regolazione del precarico "MARZOCCHI"                                                                      | Anteriore: forcella teleidraulica da 35 mm "MARZOCCHI" / Posteriore: monoammortizzatore con regolazione del precarico "MARZOCCHI"                                                                      |
| Freni                                          | Anteriore: disco singolo da 260 mm Brembo / Posteriore: disco singolo da 240 mm | Anteriore: disco singolo da 260 mm Brembo / Posteriore: disco singolo da 240 mm | Anteriore: disco singolo da 260 mm Brembo / Posteriore: disco singolo da 240 mm | Anteriore: disco singolo da 260 mm Brembo / Posteriore: disco singolo da 240 mm | Anteriore: disco singolo da 260 mm Brembo / Posteriore: disco singolo da 240 mm |
| Pneumatici                                     | anteriore da 100/80 16 su cerchio con canale da 2,5"; posteriore da 110/80 17 su cerchio con canale da 3" Versione ANNIVERSARY: il posteriore è da 130/70 17 su cerchio con canale da 3" | anteriore da 100/80 16 su cerchio con canale da 2,5"; posteriore da 110/80 17 su cerchio con canale da 3" Versione ANNIVERSARY: il posteriore è da 130/70 17 su cerchio con canale da 3" | anteriore da 100/80 16 su cerchio con canale da 2,5"; posteriore da 110/80 17 su cerchio con canale da 3" Versione ANNIVERSARY: il posteriore è da 130/70 17 su cerchio con canale da 3"               | anteriore da 100/80 16 su cerchio con canale da 2,5"; posteriore da 110/80 17 su cerchio con canale da 3" Versione ANNIVERSARY: il posteriore è da 130/70 17 su cerchio con canale da 3"               | anteriore da 100/80 16 su cerchio con canale da 2,5"; posteriore da 110/80 17 su cerchio con canale da 3" Versione ANNIVERSARY: il posteriore è da 130/70 17 su cerchio con canale da 3"               |
| Fonte dei dati:                                | | | | | |

| Caratteristiche tecniche - Cagiva Freccia C12R                                                | Caratteristiche tecniche - Cagiva Freccia C12R | Caratteristiche tecniche - Cagiva Freccia C12R | Caratteristiche tecniche - Cagiva Freccia C12R | Caratteristiche tecniche - Cagiva Freccia C12R | Caratteristiche tecniche - Cagiva Freccia C12R |
| Dimensioni e pesi                                                                             | Dimensioni e pesi | Dimensioni e pesi | Dimensioni e pesi | Dimensioni e pesi | Dimensioni e pesi |
| --------------------------------------------------------------------------------------------- | --- | --- | --- | --- | --- |
| Ingombri (lungh.×largh.×alt.)                                                                 | 1960 × 650 × 1130 mm | 1960 × 650 × 1130 mm | 1960 × 650 × 1130 mm | 1960 × 650 × 1130 mm | 1960 × 650 × 1130 mm |
| Altezze                                                                                       | Sella: 770 mm - Minima da terra: 135 mm | Sella: 770 mm - Minima da terra: 135 mm | Sella: 770 mm - Minima da terra: 135 mm | Sella: 770 mm - Minima da terra: 135 mm | Sella: 770 mm - Minima da terra: 135 mm |
| Interasse: 1370 mm                                                                            | Interasse: 1370 mm | Massa a vuoto: 125 kg | Massa a vuoto: 125 kg | Serbatoio: 15 l | Serbatoio: 15 l |
| Meccanica                                                                                     | | | | | |
| Tipo motore: Monocilindrico a 2 tempi; con valvola C.T.S. a comando elettronico sullo scarico | Tipo motore: Monocilindrico a 2 tempi; con valvola C.T.S. a comando elettronico sullo scarico                                                             | Tipo motore: Monocilindrico a 2 tempi; con valvola C.T.S. a comando elettronico sullo scarico                                                             | Tipo motore: Monocilindrico a 2 tempi; con valvola C.T.S. a comando elettronico sullo scarico                                                                                 | Raffreddamento: a liquido | Raffreddamento: a liquido |
| Cilindrata                                                                                    | 124,63 cm³ (Alesaggio 56 × Corsa 50,6 mm) | 124,63 cm³ (Alesaggio 56 × Corsa 50,6 mm) | 124,63 cm³ (Alesaggio 56 × Corsa 50,6 mm) | 124,63 cm³ (Alesaggio 56 × Corsa 50,6 mm) | 124,63 cm³ (Alesaggio 56 × Corsa 50,6 mm) |
| Distribuzione: valvola lamellare                                                              | Distribuzione: valvola lamellare | Distribuzione: valvola lamellare | Alimentazione: carburatore Dell'Orto PHBH 28 RD; diametro diffusore 28 mm; getto massimo 132; getto potenza 90; getto minimo 44; valvola gas 45; spillo conico X31            | Alimentazione: carburatore Dell'Orto PHBH 28 RD; diametro diffusore 28 mm; getto massimo 132; getto potenza 90; getto minimo 44; valvola gas 45; spillo conico X31            | Alimentazione: carburatore Dell'Orto PHBH 28 RD; diametro diffusore 28 mm; getto massimo 132; getto potenza 90; getto minimo 44; valvola gas 45; spillo conico X31            |
| Potenza: 28,80 CV (21,17 kW) a 10.100 rpm                                                     | Potenza: 28,80 CV (21,17 kW) a 10.100 rpm | Coppia: | Coppia: | Rapporto di compressione: a luci chiuse: 6,3:1 (a valvola aperta) 7,5:1 (a valvola chiusa)                                                                                    | Rapporto di compressione: a luci chiuse: 6,3:1 (a valvola aperta) 7,5:1 (a valvola chiusa)                                                                                    |
| Frizione: multidisco in bagno d'olio                                                          | Frizione: multidisco in bagno d'olio | Frizione: multidisco in bagno d'olio | Cambio: sequenziale a 7 marce (sempre in presa) 1°: 11/30 (2,727) 2°: 14/26 (1,857) 3°: 17/24 (1,411) 4°: 21/24 (1,142) 5°: 23/22 (0,956) 6°: 22/19 (0,863) 7°: 22/18 (0,818) | Cambio: sequenziale a 7 marce (sempre in presa) 1°: 11/30 (2,727) 2°: 14/26 (1,857) 3°: 17/24 (1,411) 4°: 21/24 (1,142) 5°: 23/22 (0,956) 6°: 22/19 (0,863) 7°: 22/18 (0,818) | Cambio: sequenziale a 7 marce (sempre in presa) 1°: 11/30 (2,727) 2°: 14/26 (1,857) 3°: 17/24 (1,411) 4°: 21/24 (1,142) 5°: 23/22 (0,956) 6°: 22/19 (0,863) 7°: 22/18 (0,818) |
| Accensione                                                                                    | elettronica CDI; anticipo 14° 30' P.P.M.S. (corsa pistone= 1mm); candela Champion N2C (distanza elettrodi 0,5)                                            | elettronica CDI; anticipo 14° 30' P.P.M.S. (corsa pistone= 1mm); candela Champion N2C (distanza elettrodi 0,5)                                            | elettronica CDI; anticipo 14° 30' P.P.M.S. (corsa pistone= 1mm); candela Champion N2C (distanza elettrodi 0,5)                                                                | elettronica CDI; anticipo 14° 30' P.P.M.S. (corsa pistone= 1mm); candela Champion N2C (distanza elettrodi 0,5)                                                                | elettronica CDI; anticipo 14° 30' P.P.M.S. (corsa pistone= 1mm); candela Champion N2C (distanza elettrodi 0,5)                                                                |
| Trasmissione                                                                                  | Primaria a ingranaggi 20/65 (3,25); Secondaria a catena 14/41 (2,928)                                                                                     | Primaria a ingranaggi 20/65 (3,25); Secondaria a catena 14/41 (2,928)                                                                                     | Primaria a ingranaggi 20/65 (3,25); Secondaria a catena 14/41 (2,928) | Primaria a ingranaggi 20/65 (3,25); Secondaria a catena 14/41 (2,928) | Primaria a ingranaggi 20/65 (3,25); Secondaria a catena 14/41 (2,928) |
| Avviamento                                                                                    | elettrico | elettrico | elettrico | elettrico | elettrico |
| Ciclistica                                                                                    | | | | | |
| Telaio                                                                                        | bitrave in tubi rettangolari e quadri in acciaio ad alta resistenza                                                                                       | bitrave in tubi rettangolari e quadri in acciaio ad alta resistenza                                                                                       | bitrave in tubi rettangolari e quadri in acciaio ad alta resistenza | bitrave in tubi rettangolari e quadri in acciaio ad alta resistenza | bitrave in tubi rettangolari e quadri in acciaio ad alta resistenza |
| Sospensioni                                                                                   | Anteriore: forcella teleidraulica da 35 mm "MARZOCCHI" / Posteriore: monoammortizzatore con regolazione del precarico "MARZOCCHI"                         | Anteriore: forcella teleidraulica da 35 mm "MARZOCCHI" / Posteriore: monoammortizzatore con regolazione del precarico "MARZOCCHI"                         | Anteriore: forcella teleidraulica da 35 mm "MARZOCCHI" / Posteriore: monoammortizzatore con regolazione del precarico "MARZOCCHI"                                             | Anteriore: forcella teleidraulica da 35 mm "MARZOCCHI" / Posteriore: monoammortizzatore con regolazione del precarico "MARZOCCHI"                                             | Anteriore: forcella teleidraulica da 35 mm "MARZOCCHI" / Posteriore: monoammortizzatore con regolazione del precarico "MARZOCCHI"                                             |
| Freni                                                                                         | Anteriore: a disco fisso da 298 mm Brembo con comando idraulico; pinza flottante / Posteriore: a disco fisso da 240 mm con comando idraulico; pinza fissa | Anteriore: a disco fisso da 298 mm Brembo con comando idraulico; pinza flottante / Posteriore: a disco fisso da 240 mm con comando idraulico; pinza fissa | Anteriore: a disco fisso da 298 mm Brembo con comando idraulico; pinza flottante / Posteriore: a disco fisso da 240 mm con comando idraulico; pinza fissa                     | Anteriore: a disco fisso da 298 mm Brembo con comando idraulico; pinza flottante / Posteriore: a disco fisso da 240 mm con comando idraulico; pinza fissa                     | Anteriore: a disco fisso da 298 mm Brembo con comando idraulico; pinza flottante / Posteriore: a disco fisso da 240 mm con comando idraulico; pinza fissa                     |
| Pneumatici                                                                                    | anteriore da 100/80 16 su cerchio con canale da 2,5"; posteriore da 120/80 17 su cerchio con canale da 3"                                                 | anteriore da 100/80 16 su cerchio con canale da 2,5"; posteriore da 120/80 17 su cerchio con canale da 3"                                                 | anteriore da 100/80 16 su cerchio con canale da 2,5"; posteriore da 120/80 17 su cerchio con canale da 3"                                                                     | anteriore da 100/80 16 su cerchio con canale da 2,5"; posteriore da 120/80 17 su cerchio con canale da 3"                                                                     | anteriore da 100/80 16 su cerchio con canale da 2,5"; posteriore da 120/80 17 su cerchio con canale da 3"                                                                     |
| Fonte dei dati:                                                                               | | | | | |

| Caratteristiche tecniche - Cagiva Freccia C12 SP (Lucky Explorer)                             | Caratteristiche tecniche - Cagiva Freccia C12 SP (Lucky Explorer) | Caratteristiche tecniche - Cagiva Freccia C12 SP (Lucky Explorer) | Caratteristiche tecniche - Cagiva Freccia C12 SP (Lucky Explorer) | Caratteristiche tecniche - Cagiva Freccia C12 SP (Lucky Explorer) | Caratteristiche tecniche - Cagiva Freccia C12 SP (Lucky Explorer) |
| Dimensioni e pesi                                                                             | Dimensioni e pesi | Dimensioni e pesi | Dimensioni e pesi | Dimensioni e pesi | Dimensioni e pesi |
| --------------------------------------------------------------------------------------------- | --- | --- | --- | --- | --- |
| Ingombri (lungh.×largh.×alt.)                                                                 | 1960 × 650 × 1130 mm | 1960 × 650 × 1130 mm | 1960 × 650 × 1130 mm | 1960 × 650 × 1130 mm | 1960 × 650 × 1130 mm |
| Altezze                                                                                       | Sella: 770 mm - Minima da terra: 135 mm | Sella: 770 mm - Minima da terra: 135 mm | Sella: 770 mm - Minima da terra: 135 mm | Sella: 770 mm - Minima da terra: 135 mm | Sella: 770 mm - Minima da terra: 135 mm |
| Interasse: 1370 mm                                                                            | Interasse: 1370 mm | Massa a vuoto: 123 kg | Massa a vuoto: 123 kg | Serbatoio: 15 l | Serbatoio: 15 l |
| Meccanica                                                                                     | | | | | |
| Tipo motore: Monocilindrico a 2 tempi; con valvola C.T.S. a comando elettronico sullo scarico | Tipo motore: Monocilindrico a 2 tempi; con valvola C.T.S. a comando elettronico sullo scarico | Tipo motore: Monocilindrico a 2 tempi; con valvola C.T.S. a comando elettronico sullo scarico | Tipo motore: Monocilindrico a 2 tempi; con valvola C.T.S. a comando elettronico sullo scarico | Raffreddamento: a liquido | Raffreddamento: a liquido |
| Cilindrata                                                                                    | 124,63 cm³ (Alesaggio 56 × Corsa 50,6 mm) | 124,63 cm³ (Alesaggio 56 × Corsa 50,6 mm) | 124,63 cm³ (Alesaggio 56 × Corsa 50,6 mm) | 124,63 cm³ (Alesaggio 56 × Corsa 50,6 mm) | 124,63 cm³ (Alesaggio 56 × Corsa 50,6 mm) |
| Distribuzione: valvola lamellare                                                              | Distribuzione: valvola lamellare | Distribuzione: valvola lamellare | Alimentazione: carburatore Dell'Orto VHSB 37 ED; diametro diffusore 37 mm; getto massimo 180/185/190; getto minimo 34; emulsionatore minimo 34; valvola gas 40; spillo conico X43                                                                            | Alimentazione: carburatore Dell'Orto VHSB 37 ED; diametro diffusore 37 mm; getto massimo 180/185/190; getto minimo 34; emulsionatore minimo 34; valvola gas 40; spillo conico X43                                                                            | Alimentazione: carburatore Dell'Orto VHSB 37 ED; diametro diffusore 37 mm; getto massimo 180/185/190; getto minimo 34; emulsionatore minimo 34; valvola gas 40; spillo conico X43                                                                            |
| Potenza: 30,18 CV (22,19 kW) a 10.400 rpm                                                     | Potenza: 30,18 CV (22,19 kW) a 10.400 rpm | Coppia: | Coppia: | Rapporto di compressione: | Rapporto di compressione: |
| Frizione: multidisco in bagno d'olio                                                          | Frizione: multidisco in bagno d'olio | Frizione: multidisco in bagno d'olio | Cambio: sequenziale a 7 marce (sempre in presa) 1°: 11/30 (2,727) 2°: 14/26 (1,857) 3°: 17/24 (1,411) 4°: 21/24 (1,142) 5°: 23/22 (0,956) 6°: 22/19 (0,863) 7°: 22/18 (0,818)                                                                                | Cambio: sequenziale a 7 marce (sempre in presa) 1°: 11/30 (2,727) 2°: 14/26 (1,857) 3°: 17/24 (1,411) 4°: 21/24 (1,142) 5°: 23/22 (0,956) 6°: 22/19 (0,863) 7°: 22/18 (0,818)                                                                                | Cambio: sequenziale a 7 marce (sempre in presa) 1°: 11/30 (2,727) 2°: 14/26 (1,857) 3°: 17/24 (1,411) 4°: 21/24 (1,142) 5°: 23/22 (0,956) 6°: 22/19 (0,863) 7°: 22/18 (0,818)                                                                                |
| Accensione                                                                                    | elettronica CDI; anticipo 14° 30' P.P.M.S. (corsa pistone= 1mm); candela Champion N82S (distanza elettrodi 0,45-0,55) | elettronica CDI; anticipo 14° 30' P.P.M.S. (corsa pistone= 1mm); candela Champion N82S (distanza elettrodi 0,45-0,55) | elettronica CDI; anticipo 14° 30' P.P.M.S. (corsa pistone= 1mm); candela Champion N82S (distanza elettrodi 0,45-0,55) | elettronica CDI; anticipo 14° 30' P.P.M.S. (corsa pistone= 1mm); candela Champion N82S (distanza elettrodi 0,45-0,55) | elettronica CDI; anticipo 14° 30' P.P.M.S. (corsa pistone= 1mm); candela Champion N82S (distanza elettrodi 0,45-0,55) |
| Trasmissione                                                                                  | Primaria a ingranaggi 22/72 (3,272); Secondaria a catena 14/41 (2,928) | Primaria a ingranaggi 22/72 (3,272); Secondaria a catena 14/41 (2,928) | Primaria a ingranaggi 22/72 (3,272); Secondaria a catena 14/41 (2,928) | Primaria a ingranaggi 22/72 (3,272); Secondaria a catena 14/41 (2,928) | Primaria a ingranaggi 22/72 (3,272); Secondaria a catena 14/41 (2,928) |
| Avviamento                                                                                    | elettrico | elettrico | elettrico | elettrico | elettrico |
| Ciclistica                                                                                    | | | | | |
| Telaio                                                                                        | bitrave in tubi rettangolari e quadri in acciaio ad alta resistenza | bitrave in tubi rettangolari e quadri in acciaio ad alta resistenza | bitrave in tubi rettangolari e quadri in acciaio ad alta resistenza | bitrave in tubi rettangolari e quadri in acciaio ad alta resistenza | bitrave in tubi rettangolari e quadri in acciaio ad alta resistenza |
| Sospensioni                                                                                   | Anteriore: forcella teleidraulica da 35 mm "MARZOCCHI" / Posteriore: monoammortizzatore con regolazione del precarico "MARZOCCHI" | Anteriore: forcella teleidraulica da 35 mm "MARZOCCHI" / Posteriore: monoammortizzatore con regolazione del precarico "MARZOCCHI" | Anteriore: forcella teleidraulica da 35 mm "MARZOCCHI" / Posteriore: monoammortizzatore con regolazione del precarico "MARZOCCHI" | Anteriore: forcella teleidraulica da 35 mm "MARZOCCHI" / Posteriore: monoammortizzatore con regolazione del precarico "MARZOCCHI" | Anteriore: forcella teleidraulica da 35 mm "MARZOCCHI" / Posteriore: monoammortizzatore con regolazione del precarico "MARZOCCHI" |
| Freni                                                                                         | Anteriore: a disco fisso da 298 mm Brembo con comando idraulico; pinza flottante / Posteriore: a disco fisso da 240 mm con comando idraulico; pinza fissa | Anteriore: a disco fisso da 298 mm Brembo con comando idraulico; pinza flottante / Posteriore: a disco fisso da 240 mm con comando idraulico; pinza fissa | Anteriore: a disco fisso da 298 mm Brembo con comando idraulico; pinza flottante / Posteriore: a disco fisso da 240 mm con comando idraulico; pinza fissa | Anteriore: a disco fisso da 298 mm Brembo con comando idraulico; pinza flottante / Posteriore: a disco fisso da 240 mm con comando idraulico; pinza fissa | Anteriore: a disco fisso da 298 mm Brembo con comando idraulico; pinza flottante / Posteriore: a disco fisso da 240 mm con comando idraulico; pinza fissa |
| Pneumatici                                                                                    | anteriore 100/80 16; posteriore in alternativa da 120/90 17 In alternativa anteriore da 100/90-16 o 90/100-16 su cerchio con canale da 2,5" o 110/70 17 o 120/60 17; posteriore da 120/80 17 su cerchio con canale da 3" o 130/70 17 o 150/60 17 o 110/80-17 | anteriore 100/80 16; posteriore in alternativa da 120/90 17 In alternativa anteriore da 100/90-16 o 90/100-16 su cerchio con canale da 2,5" o 110/70 17 o 120/60 17; posteriore da 120/80 17 su cerchio con canale da 3" o 130/70 17 o 150/60 17 o 110/80-17 | anteriore 100/80 16; posteriore in alternativa da 120/90 17 In alternativa anteriore da 100/90-16 o 90/100-16 su cerchio con canale da 2,5" o 110/70 17 o 120/60 17; posteriore da 120/80 17 su cerchio con canale da 3" o 130/70 17 o 150/60 17 o 110/80-17 | anteriore 100/80 16; posteriore in alternativa da 120/90 17 In alternativa anteriore da 100/90-16 o 90/100-16 su cerchio con canale da 2,5" o 110/70 17 o 120/60 17; posteriore da 120/80 17 su cerchio con canale da 3" o 130/70 17 o 150/60 17 o 110/80-17 | anteriore 100/80 16; posteriore in alternativa da 120/90 17 In alternativa anteriore da 100/90-16 o 90/100-16 su cerchio con canale da 2,5" o 110/70 17 o 120/60 17; posteriore da 120/80 17 su cerchio con canale da 3" o 130/70 17 o 150/60 17 o 110/80-17 |
| Fonte dei dati:                                                                               | | | | | |

## Gruppi termici, cilindri e pistoni
| Modello Moto                                 | Gruppo termico (cilindro e pistone) | Cilindro  | Pistone   |  | Testa     |
| -------------------------------------------- | ----------------------------------- | --------- | --------- |  | --------- |
| Freccia C9 '87                               | 800047704                           | 800047702 | 800043574 |  | 800047706 |
| Freccia C9 SP '87                            | 800055271                           | 800056650 | 800048764 |  | 800054946 |
| Freccia C10R '88                             | 800059513                           | 800058924 | 800054877 |  | 800054946 |
| Freccia C10 ANNIVERSARY '88 Freccia C12R '89 | 800060431                           | 800060433 | 800060489 |  | 800054946 |
| Freccia C12R SP '89                          |                                     | 800064443 |           |  |           |
| Freccia C12 SP: Lucky Explorer '90           |                                     | 800066650 |           |  | 800064818 |